# 赐斐德

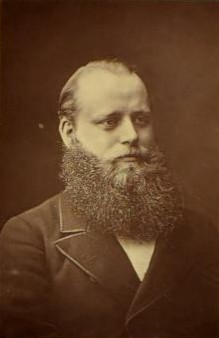
赐斐德

赐斐德（Robert Harold Ainsworth Schofield，1851年1883年—）是一位英国在华医疗传教士。他在中国传教期间去世。在去中国之前，他曾在欧洲和中东的医院和诊所工作。

## 早年
1851年，赐斐德出生于英国伦敦的富人区戈登广场，是家中的第三个儿子, 医生阿尔弗雷德·泰勒·斯科菲尔德（Alfred Taylor Schofield）是他的哥哥。
赐斐德大约7岁时，全家先是移居到托基，不久又迁居到罗奇代尔。他先是在家接受教育。他在9岁时宣称信仰基督。从10岁起，在East Budleigh，由阿瑟·普里德姆担任他和哥哥阿尔弗雷德的家庭教师。  
赐斐德12岁时，进入曼彻斯特附近的一所私立学校，每周寄宿。在那里他成为班长，练习划船、马术和跑步。
15岁时，赐斐德进入曼彻斯特欧文斯学院（现曼彻斯特维多利亚大学）。他被选为学院助理，并获得维多利亚古典文学奖学金。1870年，他举办了一次展览，并进入牛津大学林肯学院，于1873年毕业，获文学士和理学士学位，此前已在欧文斯学院获得内外全科医学士（MB BCh）学位。

## 医院医生
从林肯学院毕业后，赐斐德在乔治·罗尔斯顿手下工作，担任比较解剖学博物馆（Museum of Comparative Anatomy）的Demonstrator .。他在圣巴多罗买医院获得科学奖学金，离开牛津前往伦敦。在那里，他获得了福斯特解剖学奖学金以及初级和高级奖学金、布拉肯伯里医学奖学金和劳伦斯奖学金，并成为伯德特-库茨学者，用拉德克利夫奖学金旅行。1877年毕业，获文学硕士和理学硕士学位 他还在这里参加了基督教学生会（Students' Christian Association）。
在塞土战争(1876-1878)期间，赐斐德作为志愿者，被国家援助协会（National Aid Society）派往塞尔维亚，负责贝尔格莱德医院。他在那里过了一段时间后，回到英国，然后搬到巴黎，在那里他上了医学院。从牛津大学获得M.B.学位后，他回到伦敦，又被国家援助协会选中，前往土耳其，救助俄土战争（1877-1878年）中的伤员。1878年8月，他回到圣巴多罗买医院，担任外科住院医师和内科住院医师。
六个月后，赐斐德获得拉德克利夫奖学金，前往德国和奥地利，然后去了土耳其、埃及和巴勒斯坦。

## 医疗传教士
1880 年，赐斐德在一次祷告聚会之后，决定加入中国内地会前往中国。在出国前，他和伊丽莎白·杰克逊（Elizabeth Jackson）结婚。夫妇二人与罗伯特·约翰·兰达莱（Robert John Landale）一起旅行。他第一次访问中国是在1876年。1878年加入中国内地会。
1880年4月7日，传教团队开始出发，两周后到达美国，在那里参加主日学工人的会议。6月，他们向日本进发，6月15日，他们参观日本的医院和教堂。他们到达上海, 在那里呆到7月9日，然后去了芝罘。团队在芝罘逗留了三个月, 与其他侨民一起从事旅游和社会活动，举行宗教聚会，学习中文。他们的目的地是华北山西省的太原。在11月初，他们从芝罘乘轮船去天津，然后改为陆路旅行。在天津，赐斐德遇到医疗传教士马大夫（John Kenneth MacKenzie）。
赐斐德在太原建立了当地的第一所医院。在太原的第一年，赐斐德学习中文。他治疗了50名住院病人和1500名门诊病人，使用氯仿进行了三次手术。到第二年，他有6,631名病人:他的大部分工作是治疗狼咬伤。他进行了292次手术，其中47次使用氯仿。
赐斐德还发明了用皮下注射吗啡的方法治疗鸦片瘾君子的先河。

## 去世
1883年7月19日，赐斐德在日记中写道，感觉不舒服，怀疑是疟疾。到7月23日 症状似乎更类似于斑疹伤寒，是由体虱传染。31日，赐斐德体温华氏 106°。次日早晨，8月1日，他去世了。他最后的话是“告诉戴先生和 Council...在中国这三年，是我一生中最快乐的。”  。
赐斐德去世后，他的诊所就关闭了，但在1885年，在山西的太谷县，又成立了一家传教士诊所。 在太原有一所医院以他的名字命名，医疗接班人是米勒·威尔逊和埃本·亨利·爱德华兹。
赐斐德的事迹激励更多人加入中国内地会的事业。在接下来的几年里，他们收到许多大学毕业生的申请，包括著名的剑桥七杰，他们于1885年去了中国。

## 著作
- Observations on Taste-Goblets in the Epiglottis of the Dog and Cat （页面存档备份，存于）, J Anat. Physiol. 1876 Apr;10(Pt 3):474.2-477; work carried out at the Brown Animal Sanatory Institution under Emanuel Edward Klein.[16]
- Foreign Medical Study, The Lancet Volume 110, Issue 2831, 1 December 1877, Pages 827–828